# Xyris consanguinea
Xyris consanguinea är en gräsväxtart som beskrevs av Carl Sigismund Kunth. Xyris consanguinea ingår i släktet Xyris och familjen Xyridaceae. Inga underarter finns listade i Catalogue of Life.